# Фоли Бич (Јужна Каролина)
Фоли Бич (енгл. Folly Beach) град је у америчкој савезној држави Јужна Каролина.

## Демографија
По попису из 2010. године број становника је 2.617, што је 501 (23,7%) становника више него 2000. године.
| Група             | 2000.         | 2010.         |
| Белци             | 2.027 (95,8%) | 2.489 (95,1%) |
| Афроамериканци    | 16 (0,8%)     | 39 (1,5%)     |
| Азијати           | 4 (0,2%)      | 12 (0,5%)     |
| Хиспаноамериканци | 30 (1,4%)     | 45 (1,7%)     |
| Укупно            | 2.116         | 2.617         |